# Pothyne silacea
Pothyne silacea là một loài bọ cánh cứng trong họ Cerambycidae.